# NWA World Six-Man Tag Team Championship
Der NWA World Six-Man Tag Team Championship war ein Wrestlingtitel, der zur National Wrestling Association (NWA) gehörte. Im Laufe der Jahre wurde er in mehreren Territorien der NWA ausgekämpft. Wie alle Wrestlingtitel erfolgt die Vergabe im Rahmen einer Storyline-

## Hintergrund
Von 1954 bis 1974 firmierte der Titel als NWA Six-Man Tag Team Championship und wurde in der NWA-Promotion von Chicago eingeführt. Er war für Tag-Teams aus drei Personen gedacht, die in den 1950ern und 1960ern häufiger waren. Später bildeten sie eher eine Ausnahme, von populären Teams wie den Fabulous Freebirds und The New Day einmal abgesehen.
1974 kam der Titel zur NWA Mid-America und wurde 1981 eingestellt. 1984 brachte ihn Jim Crockett Promotions als NWA World Six-Man Tag Team Championship zurück. 1989, als JCP schloss und zu World Championship Wrestling (WCW) wurde, wurde gleichzeitig auch der Titel eingestellt. WCW selbst führte kurzzeitig den WCW World Six-Man Tag Team Championship, der zuweilen als wiederbelebte Version des Titels gilt und deshalb hier auch aufgeführt wird.
1998 versuchte sich NWA 2000 an einer Wiederbelebung, die jedoch scheiterte.

## Titelhistorie
Hinweise
| Symbol        | Meaning                                                                        |
| ------------- | ------------------------------------------------------------------------------ |
| #             | Fortlaufende Nummerierung                                                      |
| Nr.           | Anzahl der Male, die das Team oder der Einzelwrestler den Titel hielt.         |
| Veranstaltung | Veranstaltung, bei der der Titel wechselte.                                    |
| —             | Bei vakenten Titelzeiten.                                                      |
|               | Unbekannte Titelträger beziehungsweise Änderung des Namens oder der Promotion. |

| #                                                  | Team (Mitglieder)                                                            | Nr. | Datum             | Tage      | Ort                           | Veranstaltung             | Anmerkungen                                                                                            |  |
| -------------------------------------------------- | ---------------------------------------------------------------------------- | --- | ----------------- | --------- | ----------------------------- | ------------------------- | --- |  |
| NWA Six-Man Tag Team Championship                  |                                                                              |     |                   |           |                               |                           | |  |
| 1                                                  | Roy McClarity, Pat O’Connor und Yukon Eric                                   | 1   | 6. Mai 1955       | 0         | Chicago, Illinois             |                           | Besiegten Reggie Lisowski, Art Neilsen und Don Leo Jonathan um die Erstausgabe des Titels zu gewinnen. |  |
| Unbekannt                                          |                                                                              |     |                   |           |                               |                           | |  |
| 2                                                  | Jackie Fargo, George Gulas und Dennis Hall                                   | 1   | 14. November 1974 | 53        | Chattanooga, Tennessee        | Houseshow                 | Besiegten Jerry Lawler, Don Kent und Juan Sebastian in einem Turnierfinale                             |  |
| 3                                                  | Big Bad John, Lorenzo Parente und John Gray                                  | 1   | 16. Januar 1975   | unbekannt | Chattanooga, Tennessee        | Houseshow                 | |  |
| 4                                                  | Tojo Yamamoto, George Gulas (2) und Dennis Hall (2)                          | 1   | Februar 1975      | unbekannt | unbekannt                     | Houseshow                 | |  |
| Unbekannt                                          |                                                                              |     |                   |           |                               |                           | |  |
| 4                                                  | Jackie Fargo (2), George Gulas (3) und Dennis Hall (3)                       | 2   | 10. März 1975     | unbekannt | unbekannt                     | Houseshow                 | |  |
| 6                                                  | Eddie Marlin, Tommy Gilbert und Ricky Gibson                                 | 1   | 1975              | unbekannt | unbekannt                     | Houseshow                 | |  |
| –                                                  | Vakanz                                                                       | –   | 1975              |           |                               |                           | |  |
| 7                                                  | Tojo Yamamoto (2), George Gulas (4) und Tommy Rich                           | 1   | Oktober 1975      |           |                               | Houseshow                 | Sieger eines Turniers.                                                                                 |  |
| 8                                                  | Al Greene und The Bicentennial Kings (Phil Hickerson und Dennis Condrey)     | 1   | 31. Oktober 1975  | 12        |                               | Houseshow                 | |  |
| 9                                                  | Tojo Yamamoto (3), George Gulas (5) und Tommy Rich (2)                       | 2   | 12. November 1975 | 50        |                               | Houseshow                 | |  |
| 10                                                 | The Bounty Hunters und Mitsu Arakawa                                         | 1   | 1. Januar 1976    | 118       |                               | Houseshow                 | |  |
| 11                                                 | George Gulas (6), Dennis Hall (4) und Charlie Cook                           | 1   | 28. April 1976    | 368       |                               | Houseshow                 | |  |
| 12                                                 | Gorgeous George Jr., Tommy Gilbert (2) und Paul Orndorff                     | 1   | 1. Mai 1977       | 526       | Memphis, Tennessee            | Houseshow                 | Billed as champions in Memphis; may not have been recognized in Nashville.                             |  |
| Unbekannt                                          |                                                                              |     |                   |           |                               |                           | |  |
| 13                                                 | Jerry Barber und The Jet Set (George Gulas (7) und Bobby Eaton)              | 1   | 9. Oktober 1978   |           |                               | Houseshow                 | |  |
| –                                                  | Vakanz                                                                       | –   | November 1978     |           |                               |                           | Jerry Barber verlor ein Loser-Leaves-Town-Match und verließ die Promotion.                             |  |
| 14                                                 | Arvil Hutto und The Jet Set (George Gulas (8) und Bobby Eaton (2))           | 1   | 1. Dezember 1978  |           | Huntsville, Alabama           | Houseshow                 | Sieger eines Turniers-                                                                                 |  |
| 15                                                 | Tojo Yamamoto (4), Gypsy Joe und The Beast                                   | 1   | Januar 1979       |           | Tullahoma, Tennessee          | Houseshow                 | |  |
| 16                                                 | The Mexican Angel und The Jet Set (George Gulas (9) und Bobby Eaton (3))     | 1   | 1979              |           |                               | Houseshow                 | |  |
| 17                                                 | Tojo Yamamoto (5), Dennis Condrey (2) und Chris Colt                         | 1   | 17. April 1979    |           |                               | Houseshow                 | |  |
|                                                    |                                                                              |     |                   |           |                               |                           | |  |
| 18                                                 | Tojo Yamamoto (6), The Great Togo und David Schultz                          | 1   | August 1979       |           |                               | Houseshow                 | |  |
| 19                                                 | George Gulas (10), Ken Lucas und Prince Tonga                                | 1   | September 1979    |           |                               | Houseshow                 | |  |
| –                                                  | Vakanz                                                                       | –   | Oktober 1979      |           |                               | Houseshow                 | Prince Tonga verließ die NWA                                                                           |  |
| 20                                                 | George Gulas (11), Ken Lucas (2) und Joey Rossi                              | 1   | 4. November 1979  | 18        | Tullahoma, Tennessee          | Houseshow                 | |  |
| 21                                                 | Tojo Yamamoto (7), Bobby Eaton (4) und The Secret Weapon                     | 1   | 22. November 1979 | 196       | Bowling Green, Kentucky       | Houseshow                 | |  |
| 22                                                 | George Gulas (12), Rocky Brewer und Mystery Man                              | 1   | 5. Juni 1980      |           | Bowling Green, Kentucky       | Houseshow                 | |  |
| –                                                  | Eingestellt                                                                  | –   | 1981              |           |                               | NWA Mid-America schloss.  | Wurde eingestellt als NWA Mid-America closed.                                                          |  |
| NWA World Six-Man Tag Team Championship            |                                                                              |     |                   |           |                               |                           | |  |
| 23                                                 | Ivan und Nikita Koloff und Don Kernodle                                      | 1   | 18. Juli 1984     |           | Winston-Salem, North Carolina |                           | Besiegten Rufus R. Jones, Angelo Mosca Jr. und Tom Shaft.                                              |  |
| 24                                                 | The Russians (Ivan Koloff (2), Nikita Koloff (2) und Krusher Khruschev)      | 1   | Januar 1985       |           |                               |                           | Khruschev ersetzte Don Kernodle.                                                                       |  |
| 25                                                 | Manny Fernandez, Buzz Tyler & Sam Houston                                    | 1   | Juli 1985         |           |                               |                           | |  |
| 26                                                 | The Russians (Ivan Koloff (32), Nikita Koloff (3) und Krusher Khruschev (2)) | 2   | 6. Oktober 1985   |           |                               |                           | |  |
| 27                                                 | The Russians (Ivan Koloff (2), Nikita Koloff (2) und Baron von Raschke)      | 1   | Januar 1986       |           |                               |                           | Baron van Raschke ersetzte den verletzten Khruschev.                                                   |  |
| 28                                                 | Dusty Rhodes und The Road Warriors (Animal (2) und Hawk (2))                 | 1   | 17. Mai 1986      | 646       | Baltimore, Maryland           | Houseshow                 | |  |
| 29                                                 | Ivan Koloff (6) und The Powers of Pain (Warlord und The Barbarian)           | 1   | 12. Februar 1988  |           | Philadelphia, Pennsylvania    | Houseshow                 | [ 1 ]                                                                                                  |  |
| –                                                  | Vakanz                                                                       | –   | Mai 1988          |           |                               |                           | The Powers of Pain verließen JCP und gingen zur WWF.                                                   |  |
| 30                                                 | Dusty Rhodes und The Road Warriors (Animal (3) und Hawk (3))                 | 2   | 9. Juli 1988      | 108       | Chicago, Illinois             | Houseshow                 | Besiegten Ric Flair, Tully Blanchard und Arn Anderson.                                                 |  |
| –                                                  | Vakanz                                                                       | –   | 25. Oktober 1988  |           |                               |                           | The Road Warriors attackierten Dusty Rhodes und beendeten so die Partnerschaft.                        |  |
| 31                                                 | Genichiro Tenryu und The Road Warriors (Animal (3) und Hawk (3))             | 1   | 7. Dezember 1988  |           | Chattanooga, Tennessee        | Clash of the Champions IV | Animal besiegte Dusty Rhodes in einem Einzelkampf und erklärte Genichiro Tenryu zum Partner.           |  |
| –                                                  | Vakanz                                                                       | –   | Januar 1989       |           |                               |                           | Die Partnerschaft zwischen Tenryu und den Road Warriors endete, JCP stellte den Titel ein.             |  |
| WCW World Six-Man Tag Team Championship            |                                                                              |     |                   |           |                               |                           | |  |
| 1 (32)                                             | Junkyard Dog, Ricky Morton und Tommy Rich                                    | 1   | 17. Februar 1991  | 106       | Atlanta, Georgia              | Houseshow                 | Besiegten Buddy Landel, Dutch Mantel und Dr. X.                                                        |  |
| 2 (33)                                             | The Fabulous Freebirds (Badstreet, Jimmy Garvin und Michael Hayes)           | 1   | 3. Juni 1991      | 63        | Birmingham, Alabama           | WCW Main Event            | Ausgestrahlt am 30. Juni 1991                                                                          |  |
| 3 (34)                                             | Big Josh, Dustin Rhodes und Tom Zenk                                         | 1   | 5. August 1991    | 64        | St. Joseph, Missouri          | WCW Worldwide             | Ausgestrahlt am 24. August 1991.                                                                       |  |
| 4 (35)                                             | The York Foundation (Ricky Morton (2), Tommy Rich (2) und Terrance Taylor)   | 1   | 8. Oktober 1991   | 54        | Montgomery, Alabama           | WCW Main Event            | Ausgestrahlt am 1. November 1991.                                                                      |  |
|                                                    | Eingestellt                                                                  | –   | 1. Dezember 1991  |           |                               |                           | |  |
| NWA World Six-Man Tag Team Championship (NWA 2000) |                                                                              |     |                   |           |                               |                           | |  |
| 32 (36)                                            | The Misfits (Harley Lewis, Derek Domino und Lupus)                           | 1   | 21. Februar 1998  |           | Overbrook, New Jersey         | Houseshow                 | Versuch der Wiederbelebung durch die kurzlebige Promotion NWA 2000.                                    |  |
|                                                    | Eingestellt                                                                  | –   | November 1998     |           |                               |                           | |  |